# Julien Sablé
Julien Sablé (ur. 11 września 1980 w Marsylii) – francuski trener i piłkarz występujący na pozycji pomocnika. Obecnie pełni funkcję asystenta trenera AS Saint-Étienne.

## Kariera klubowa
Sablé zawodową karierę rozpoczynał w 1997 roku w drugoligowym AS Saint-Étienne. W 1999 roku awansował z klubem do ekstraklasy. Zadebiutował w niej 6 sierpnia 1999 w przegranym 1:2 meczu z FC Nantes. 12 stycznia 2000 w przegranym 2:3 spotkaniu z CS Sedan strzelił pierwszego gola w trakcie gry w Ligue 1. W 2001 roku spadł z zespołem do drugiej ligi. W 2004 roku ponownie awansował z klubem do Ligue 1. W ciągu 10 lat w Saint-Étienne Sablé rozegrał 302 spotkania i zdobył 9 bramek.
W 2007 roku podpisał kontrakt z innym pierwszoligowcem - RC Lens. Pierwszy ligowy mecz zaliczył tam 4 sierpnia 2007 w przeciwko Girondins Bordeaux (0:1). W 2008 roku spadł z Lens do drugiej ligi. W sierpniu 2008 Sablé przebywał na testach w angielskim Derby County, jednak nie podpisał z nim kontraktu. Wrócił do Lens, gdzie spędził jeszcze pół roku.
W styczniu 2009 za milion euro przeszedł do pierwszoligowego OGC Nice. Zadebiutował tam 31 stycznia 2009 w przegranym 0:1 ligowym pojedynku z Valenciennes FC.
9 października 2012 roku podpisał kontrakt z SC Bastia.
| Sezon   | Klub             | Kraj    | Rozgrywki  | Mecze | Bramki | Rozgrywki Europy | Mecze | Bramki |
| ------- | ---------------- | ------- | ---------- | ----- | ------ | ---------------- | ----- | ------ |
| 1997/98 | AS Saint-Étienne | Francja | Division 2 | 1     | 0      | -                | -     | -      |
| 1998/99 | AS Saint-Étienne | Francja | Division 2 | 28    | 0      | -                | -     | -      |
| 1999/00 | AS Saint-Étienne | Francja | Division 1 | 32    | 1      | -                | -     | -      |
| 2000/01 | AS Saint-Étienne | Francja | Division 1 | 31    | 0      | -                | -     | -      |
| 2001/02 | AS Saint-Étienne | Francja | Division 2 | 32    | 0      | -                | -     | -      |
| 2002/03 | AS Saint-Étienne | Francja | Ligue 2    | 37    | 0      | -                | -     | -      |
| 2003/04 | AS Saint-Étienne | Francja | Ligue 2    | 36    | 1      | -                | -     | -      |
| 2004/05 | AS Saint-Étienne | Francja | Ligue 1    | 37    | 5      | -                | -     | -      |
| 2005/06 | AS Saint-Étienne | Francja | Ligue 1    | 36    | 2      | -                | -     | -      |
| 2006/07 | AS Saint-Étienne | Francja | Ligue 1    | 32    | 0      | -                | -     | -      |
| 2007/08 | RC Lens          | Francja | Ligue 1    | 16    | 0      | -                | -     | -      |
| 2008/09 | RC Lens          | Francja | Ligue 2    | 12    | 0      | -                | -     | -      |
| 2008/09 | OGC Nice         | Francja | Ligue 1    | 15    | 0      | -                | -     | -      |
| 2009/10 | OGC Nice         | Francja | Ligue 1    | 23    | 0      | -                | -     | -      |
| 2010/11 | OGC Nice         | Francja | Ligue 1    | 32    | 0      | -                | -     | -      |
| 2011/12 | OGC Nice         | Francja | Ligue 1    | 20    | 0      | -                | -     | -      |
| 2012/13 | SC Bastia        | Francja | Ligue 1    | 21    | 0      | -                | -     | -      |
| 2013/14 | SC Bastia        | Francja | Ligue 1    | 23    | 0      | -                | -     | -      |